# Laon
Laon er hovedby i det franske departement Aisne.

## Historie

### Byens fødsel
De første spor efter menneskelig aktivitet i området stammer fra den Gallo-romanske periode (omkring 40-30 f.Kr.). Byen har siden højmiddelalderen været kendt for sin stategiske beliggenhed og var derfor hjemsted for de sidste konger af karolingerne, hvor de fandt tilflugt efter deres kamp mod capetingerne.

### Middelalderen
De nye herskere kom ikke så meget til byen, men de holdt dog øje med den og Ludvig XV straffede byen hårdt i 1112, efter at byens borgerskab havde gennemført et oprør hvorunder biskoppen af Laon, var blevet slået ihjel.
Efter en dødsulykke besluttedes det at udskifte den karolingiske katedral, og man påbegyndte derfor konstruktionen af en gotisk katedral i 1150.
Under hundredårskrigen skete der mange skader på byen, blandt andet satte englænderne ild til Saint-Vincent
klostret i 1359. I slutningen af det 16. århundrede betalte byen prisen for sin tilslutning til Den Katolske Liga, der var modstander af Henrik IV's kroning. Kongen vandt striden og tøvede ikke med at ødelægge et kvarter af byen og indrettede også et citadel for at straffe og overvåge befolkningen.

### Revolutionen
I løbet af det 17. og 18. århundrede, blev der opført eller ombygget mange monumenter og bygninger. Flere
af de religiøse bygninger fra denne tid, blev efter Den franske revolution ombygget til andre formål. F.eks. blev klosteret
Saint-Jean omdannet til hovedkvarter for det nye departement Aisne.

### Moderne tid
Byen gennemgik en modernisering i løbet af det 19. århundrede, hvor bl.a. jernbaneen kom til byen i 1857, og
såvel skolebygninger som militære anlæg blev opført. Byen blev stærkt påvirket af besættelserne i forbindelse med
krigen i 1870-71 og 1. verdenskrig, samt af bombardementer i 1944.

## Geografi

### Demografi
Befolkningsudviklingen i Laon siden 1793.
| 1793   | 1800   | 1806   | 1821   | 1831   | 1836   | 1841   | 1846   | 1851   | 1856   | 1861   | 1866   |
| ------ | ------ | ------ | ------ | ------ | ------ | ------ | ------ | ------ | ------ | ------ | ------ |
| 7.500  | 6.691  | 6.976  | 6.837  | 8.400  | 8 230  | 9.406  | 9.809  | 10.098 | 8.199  | 10.090 | 10.268 |
| 1872   | 1876   | 1881   | 1886   | 1891   | 1896   | 1901   | 1906   | 1911   | 1921   | 1926   | 1931   |
| 10.365 | 12.139 | 12.623 | 13.677 | 14.129 | 14.625 | 15.434 | 15.288 | 16.262 | 18.904 | 19 402 | 19.125 |
| 1936   | 1946   | 1954   | 1962   | 1968   | 1975   | 1982   | 1990   | 1999   | 2006   |        |        |
| 20.254 | 17.401 | 21.931 | 25.078 | 26.316 | 27.914 | 26.682 | 26.490 | 26.265 | 26.600 |        |        |

## Økonomi

### Erhvervsliv
I Laon var der pr. 31. december 2008 1.759 erhvervsvirksomheder, dette udgjorde ca. 5 % af antallet af virksomheder i
departementet.
| Type                                                    | Procentdel |
| ------------------------------------------------------- | ---------- |
| Landbrug                                                | 1,2        |
| Industri                                                | 4,5        |
| Bygningserhverv                                         | 5,1        |
| Handel, transport og diverse service erhverv            | 67,3       |
| Offentlig administration, uddannelse, social og sundhed | 21,9       |

## Kendte personer fra Laon
- Jules Champfleury (1820-1889), var en fransk forfatter og kunst- og litteraturkritiker.